# Spilosoma auricostata
Spilosoma auricostata là một loài bướm đêm thuộc phân họ Arctiinae, họ Erebidae.